# 可楽市場駅
可楽市場駅（カラクシジャンえき）は大韓民国ソウル特別市松坡区可楽洞にある、ソウル交通公社の駅。ソウル交通公社発足以前は、駅管理業務は全てソウルメトロが行っていた。

## 利用可能な鉄道路線
ソウル交通公社
 3号線 - 駅番号は350
 8号線 - 駅番号は817

## 歴史
- 1996年11月23日 - ソウル特別市都市鉄道公社（当時）8号線の駅が開業。
- 2010年2月18日 - ソウルメトロ（当時）3号線の駅が開業。
- 2017年5月31日 - ソウルメトロとソウル特別市都市鉄道公社が統合され、ソウル交通公社の駅となる。

## 駅構造
3号線のホーム階は地下4階で、相対式ホーム2面2線を有している。保安用にホームドアシステム（フルスクリーンタイプ）を装備する。8号線に乗り換える場合はホーム東寄り（警察病院寄り）にある階段・エスカレーターまたはホーム中程にあるエレベーターで地下3階に上がり、連絡通路を利用して乗り換えることができる。
改札階は地下2階で、改札口は1ヶ所ある。化粧室は改札内にある。
8号線のホーム階は地下2階で、相対式ホーム2面2線を有している。保安用にホームドアシステム（フルスクリーンタイプ）を装備する。3号線に乗り換える場合はホーム南端（文井寄り）にあるエスカレーター及びエレベーターで地下3階に下り、連絡通路を利用して乗り換えることができる。
改札階は地下1階で、改札口は1ヶ所ある。化粧室は改札外にある。
出入口は1番から7番までの計7ヶ所ある。

### のりば
案内上ののりば番号は設定されていない。 
| ホーム             | 路線               | 行先                                 |                    |
| 3号線ホーム（B4F） | 3号線ホーム（B4F） | 3号線ホーム（B4F）                   | 3号線ホーム（B4F） |
| ------------------ | ------------------ | ------------------------------------ | ------------------ |
| 上り               | 3号線              | 水西・玉水・忠武路・旧把撥・大化方面 |                    |
| 下り               | 3号線              | 警察病院・梧琴方面                   |                    |
| 8号線ホーム（B2F） |                    |                                      |                    |
| 上り               | 8号線              | 松坡・蚕室・岩寺・別内方面           |                    |
| 下り               | 8号線              | 文井・福井・寿進・牡丹方面           |                    |

## 利用状況
近年の一日平均利用人員推移は下記のとおり。なお、3号線の2010年は開業日の2月18日から12月31日までの317日間を基準にしたものである。 
| 路線  | 路線     | 2000年 | 2001年 | 2002年 | 2003年 | 2004年 | 2005年 | 2006年 | 2007年 | 2008年 | 2009年 | 出典  |
| ----- | -------- | ------ | ------ | ------ | ------ | ------ | ------ | ------ | ------ | ------ | ------ | ----- |
| 3号線 | 乗車人員 | 未開業 | 未開業 | 未開業 | 未開業 | 未開業 | 未開業 | 未開業 | 未開業 | 未開業 | 未開業 | [ 1 ] |
| 3号線 | 降車人員 | 未開業 | 未開業 | 未開業 | 未開業 | 未開業 | 未開業 | 未開業 | 未開業 | 未開業 | 未開業 | [ 1 ] |
| 3号線 | 乗降人員 | 未開業 | 未開業 | 未開業 | 未開業 | 未開業 | 未開業 | 未開業 | 未開業 | 未開業 | 未開業 | [ 1 ] |
| 8号線 | 乗車人員 | 10,151 | 11,653 | 12,062 | 12,204 | 12,351 | 11,923 | 11,504 | 11,036 | 11,096 | 10,892 | [ 2 ] |
| 8号線 | 降車人員 | 11,393 | 12,950 | 13,442 | 13,504 | 13,284 | 12,836 | 12,405 | 12,003 | 12,031 | 11,974 | [ 2 ] |
| 8号線 | 乗降人員 | 21,543 | 24,603 | 25,504 | 25,708 | 25,635 | 24,759 | 23,909 | 23,038 | 23,127 | 22,866 | [ 2 ] |
| 路線  | 路線     | 2010年 | 2011年 | 2012年 | 2013年 | 2014年 | 2015年 | 2016年 | 2017年 | 2018年 |        |       |
| 3号線 | 乗車人員 | 6,217  | 8,075  | 8,494  | 8,817  | 9,104  | 8,914  | 9,311  | 10,019 | 10,325 |        |       |
| 3号線 | 降車人員 | 5,558  | 7,346  | 7,709  | 8,071  | 8,359  | 8,207  | 8,811  | 9,739  | 10,016 |        |       |
| 3号線 | 乗降人員 | 11,775 | 15,421 | 16,203 | 16,887 | 17,463 | 17,122 | 18,122 | 19,758 | 20,341 |        |       |
| 8号線 | 乗車人員 | 8,006  | 7,005  | 6,785  | 6,734  | 6,778  | 6,758  | 7,003  | 7,257  | 7,396  |        |       |
| 8号線 | 降車人員 | 9,089  | 8,002  | 7,732  | 7,604  | 7,729  | 7,510  | 8,038  | 8,530  | 8,610  |        |       |
| 8号線 | 乗降人員 | 17,095 | 15,007 | 14,517 | 14,338 | 14,507 | 14,268 | 15,041 | 15,787 | 16,006 |        |       |

## 駅周辺
- 可楽市場（朝鮮語版）
- 可楽本洞住民センター
- 可楽郵便局
- コンノマル病院
- 文井2洞住民センター
- 文井郵便局
- 可園中学校（朝鮮語版）
- ソウル平和初等学校（朝鮮語版）
- 中央電波管理所（朝鮮語版）
- 情報通信産業振興院（朝鮮語版）
- 韓国租税財政研究院（朝鮮語版）
- ロッテマート松坡店
- 韓国G-TELP委員会（朝鮮語版）
- 可楽ホテル

## 隣の駅
ソウル交通公社
 3号線
水西駅 (349) - 可楽市場駅 (350) - 警察病院駅 (351)
 8号線
松坡駅 (816) - 可楽市場駅 (817) -  文井駅 (818)